# 1466 Mündleria
Az 1466 Mündleria (ideiglenes jelöléssel 1938 KA) a Naprendszer kisbolygóövében található aszteroida. Karl Wilhelm Reinmuth fedezte fel 1938. május 31-én, Heidelbergben.